# جورج براون (لاعب كرة قدم أمريكية)
جورج براون (بالإنجليزية: George Brown)‏ هو لاعب كرة قدم أمريكية أمريكي، ولد في 15 مايو 1923 في سان دييغو في الولايات المتحدة، وتوفي في 12 سبتمبر 2008.